# Marcel Dhôme
Marcel Marc Dhôme (24 janvier 1893 à Neuilly-sur-Seine - 6 mai 1960 à Paris 17e) est un as de l'aviation français de la Première Guerre mondiale, au cours de laquelle il remporte neuf victoires aériennes homologuées. Il sert également son pays pendant la Seconde Guerre mondiale et la guerre de Corée. Il termine sa carrière militaire en 1955 avec le grade de colonel.

## Première Guerre mondiale
Le 22 octobre 1913, Dhôme s'engage en tant que volontaire dans l'armée pour une durée de trois ans. Il est affecté à l'aviation. Peu après arrive la guerre, il est transféré à l'infanterie le 25 septembre 1914, au sein du 140e régiment d'infanterie. Le 10 juin 1915, il est blessé par un éclat d'obus à la cuisse droite. Une fois guéri, il retourne dans l'aviation et commence, le 1er octobre 1915, une formation de pilote. Le 16 novembre, il se présente à l'école formation de Buc. Le 5 février 1916, Dhôme reçoit le brevet de pilote militaire no 2624. Six jours plus tard, il est promu au grade de caporal. Le 10 août 1916, il devient instructeur à Juvisy. Le 14 décembre 1916, il est promu au grade de sergent.
Dhôme est par la suite envoyé enseigner dans les écoles de formation d'Avord, de Cazaux, de Pau. Le 2 mars 1917, il est stationné à Villacoublay. Le 28 avril, il est affecté à une unité sur la ligne de front, dans l'Escadrille SPA 81 dans laquelle il pilote un Spad VII. Il remporte sa première victoire aérienne le 12 août 1917. Il partage son deuxième succès avec un autre pilote français une semaine plus tard. Après sa troisième victoire le 23 septembre, il est promu au grade d'adjudant le 15 novembre 1917. Il abat deux nouveaux avions allemands les 11 et 15 décembre et devient un as, un fait qui lui vaudra de recevoir la Médaille militaire, le 2 janvier 1918, en plus de sa Croix de guerre.
Le 4 janvier 1918, Dhôme partage sa sixième victoire avec Henri Péronneau. Il remportera trois nouvelles victoires en 1918, dont une sur un ballon d'observation (partagée avec Armand de Turenne). Le 11 août, Dhôme reçoit la Légion d'honneur. Le 24 septembre, il est promu au grade de sous-lieutenant.

## Après-guerre

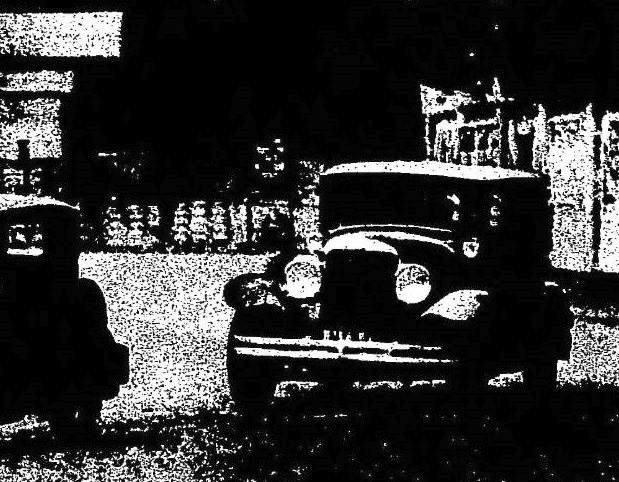
Marcel Dhôme aux Routes pavées du Nord en 1929.

Dans les années 1920 et 1930, Dhôme devient pilote de course et conduit des voitures à trois (cyclecars) et quatre roues. Des archives le montrent en train de courir sur une Lombard en 1922 et 1929, sur une Sandford en 1923, sur une Morgan en 1924, sur une Darmont-Morgan Blackburne en 1927 ainsi que sur une Fasto (de) avec Mesnel (5e des 24 Heures de Paris). Il remporte la Course de côte Limonest - Mont Verdun en 1928 avec sa Darmont Morgan cyclecar de 1 100 cm3, ainsi que dans la foulée le Bol d'or automobile en 1929 sur Lombard,. Il cesse un temps la course sur quatre roues en 1931. La même année (le 26 juin), il apparait sur le registre de propriétaires d'avion civil en France, en tant que copropriétaire d'un Potez 36.14 immatriculé FALJY. En 1936, il finit encore 5e du Grand Prix de l'A.C.F. sur Delahaye 135CS, associé à Albert Perrot.
Il est fait officier de la Légion d'honneur en décembre 1932.

### Records du monde
- les 8 et 9 mai 1934, sur l'autodrome de Linas-Montlhéry (avec Albert Perrot et Armand Girod) : 4 000 miles, 5 000 miles, et 48 heures (à plus de 176 km/h de moyenne)[14], 5 000 miles et 48 heures (à plus de 176 km/h de moyenne) ;
- le 10 mai 1934 : 10 000 km à la moyenne de 168,5 km/h ;
- du 8 au 10 mai 1934 : 11 records internationaux

## Seconde Guerre mondiale
Dhôme sert également son pays pendant la Seconde Guerre mondiale. Commandant le Groupe de Chasse 1/55 , il sera promu au grade de commandant. À la fin de la guerre, en 1945, il est promu au grade de lieutenant-colonel. En mai 1947, il est élevé au plus haut grade de la Légion d'honneur : il est fait commandeur.
Marcel Marc Dhôme prend sa retraite le 24 janvier 1955.

### Ouvrages
- (en) Norman Franks, Over the front : a complete record of the fighter aces and units of the United States and French Air Services, 1914-1918, Londres, Grub Street, 1992 (ISBN 978-0-948817-54-0 et 0-948-81754-2, lire en ligne).